# Lingua nostra
Lingua nostra è una rivista fondata nel 1939 da Giacomo Devoto e Bruno Migliorini. Fu pubblicata fino al 1975 da Sansoni, successivamente da Le Lettere. Al suo apparire fu accolta con diffidenza da esponenti del mondo della cultura, quali Ugo Ojetti, per la scarsa attenzione dedicata agli aspetti normativi della grammatica e, al contrario, per una eccessiva apertura alle novità linguistiche provenienti dai testi non letterari. Tra i suoi numerosi collaboratori si ricordano i nomi di Giulio Bertoni, Gianfranco Folena,  Clemente Merlo, Giorgio Pasquali,  Leo Spitzer, Pietro Paolo Trompeo.